# Сельцо-Князево
Сельцо-Князево (рос. Сельцо-Князево) — присілок в Гдовському районі Псковської області Російської Федерації.
Населення становить 50 осіб. Входить до складу муніципального утворення Муніципальне утворення Гдов.

## Історія
Від 2005 року входить до складу муніципального утворення Муніципальне утворення Гдов.

## Населення
| 2001 | 2002 | 2010 |
| ---- | ---- | ---- |
| 65   | ↘59  | ↘50  |